# Anastasiia Galashina
Anastasiya Valerievna Galashina (en russe : Анастасия Валерьевна Галашина), née le 3 février 1997 à Iaroslavl, est une tireuse sportive russe, sacrée vice-championne olympique du tir à la carabine à 10 mètres air comprimé lors des Jeux olympiques d'été de 2020.

## Carrière
Elle est médaillée de bronze en tir à la carabine à 10 mètres par équipe mixte aux Championnats du monde de tir 2018 à Changwon.
Aux Championnats d'Europe de tir, elle obtient la médaille d'or en tir à la carabine à 10 mètres par équipe mixte en 2017 à Osijek, la médaille d'or par équipes et la médaille d'argent en individuel en tir à la carabine à 10 mètres en 2020 à Wrocław et la médaille d'or par équipes et la médaille d'argent par équipe mixte en tir à la carabine à 10 mètres en 2021 à Osijek. Aux Jeux européens de 2019 à Minsk, elle est médaillée d'argent par équipe mixte en tir à la carabine à 10 mètres avec Vladimir Maslennikov.
Le 24 juillet 2021, elle remporte la médaille d'argent du tir à la carabine à 10 mètres derrière la Chinoise Yang Qian et devant la Suissesse Nina Christen.